# Benvenuti a "Le Dune"
Benvenuti a "Le Dune" (Coming of Age) è una serie televisiva statunitense in 15 episodi trasmessi per la prima volta nel corso di una sola stagione dal 1988 al 1989.
È una sitcom incentrata sulle vicende di Dick e Ginny Hale, una coppia di pensionati di Pittsburgh che vive in un villaggio per la terza età situato nella calda Arizona chiamato "Le Dune".

## Personaggi e interpreti
- Dick Hale (15 episodi, 1988-1989), interpretato da Paul Dooley.
- Ginny Hale (15 episodi, 1988-1989), interpretata da Phyllis Newman.
- Ed Pepper (15 episodi, 1988-1989), interpretato da Alan Young.
- Trudie Pepper (15 episodi, 1988-1989), interpretata da Glynis Johns.
- Brian Brinker (15 episodi, 1988-1989), interpretato da Kevin Pollak.
È il direttore del villaggio.
- Pauline Spencer (15 episodi, 1988-1989), interpretata da Ruta Lee.
- Wilma Salzgaber (15 episodi, 1988-1989), interpretata da Lenore Woodward.
È l'assistente di Brian Brinker.
- Jill (2 episodi, 1988-1989), interpretato da Nan McNamara.
- Scott (2 episodi, 1988), interpretato da Jarrett Lennon.

## Produzione
La serie, ideata da Emily Purdum Marshall, fu prodotta da Bungalow 78 Productions, Columbia Broadcasting System e Universal TV e girata negli studios della Universal a Universal City in California. Le musiche furono composte da J.A.C. Redford.

### Registi
Tra i registi sono accreditati:
- Michael Lembeck in 4 episodi (1989)
- Tony Mordente in 3 episodi (1988)
- James Gardner in 3 episodi (1989)
- Matthew Diamond in 2 episodi (1988-1989)

### Sceneggiatori
Tra gli sceneggiatori sono accreditati:
- Jeffrey Duteil in un episodio (1988)
- Sheree Guitar in un episodio (1988)
- Emily Marshall in un episodio (1988)
- Miriam Trogdon
- Michael Zinberg

## Distribuzione
La serie fu trasmessa negli Stati Uniti dal 15 marzo 1988 al 27 luglio 1989  sulla rete televisiva CBS. In Italia è stata trasmessa con il titolo Benvenuti a "Le Dune".

## Episodi
| Stagione       | Episodi | Prima TV USA |
| -------------- | ------- | ------------ |
| Prima stagione | 15      | 1988-1989    |